# Martín Garrido Barón
Martín Garrido Barón (nacido en Barcelona, España, 1 de junio de 1982) es un director, productor, escritor y pintor español.

## Biografía
Martín Garrido nace en Barcelona en 1982 y, después de mudarse a Palma de Mallorca, donde cursa sus estudios, se licencia en Bellas artes. Estudia pintura con Alceu Ribeiro, destacado miembro del Taller del Sur, del mítico Joaquín Torres-García, y a partir de los dieciséis años empieza a colaborar con diferentes directores, productores de cine y teatro en producciones de todo tipo, tanto en Mallorca como en Madrid y Barcelona, desempeñando diferentes cargos, desde ayudante de dirección o director de arte hasta director de fotografía, todo antes de dirigir su primer largometraje, H6 Diario de un asesino, producida por Kanzaman. Su último film como director es Mediterranean Blue, rodado íntegramente en inglés y protagonizado por Juan Fernández, Tony Tarantino y Mario Cimarro. Como pintor, ha realizado varias exposiciones individuales a lo largo y ancho de toda la geografía española. Además de eso, su obra figura en prestigiosas colecciones y museos.[cita requerida] Le han editado una novela,  El tren de juguete. Acaba de producir El hijo bastardo de Dios.

## Filmografía como director
- 2005 H6 Diario de un asesino
- 2009 El Monstruo
- 2010 Nos vemos en el infierno
- 2011 Vidas Tenebrosas
- 2012 Mediterranean Blue

## Filmografía como productor
- 2014 El hijo bastardo de Dios